# Leavin' It All Up to You
„Leavin' It All Up to You“ (nebo také „I'm Leaving It Up to You“) je píseň amerických hudebníků Dona „Sugarcane“ Harrise a Deweyho Terryho, původně vydaná v roce 1957 jako B-strana singlu „Jelly Bean“. V roce 1963 ji zpopularizovalo duo Dale & Grace, sestávající ze zpěváka Dalea Houstona a zpěvačky Grace Broussardové. Jejich verze (s pozměněným názvem „I'm Leaving It Up to You“), která vyšla na singlu s písní „That's What I Like About You“ na straně B a rovněž na stejnojmenné dlouhohrající desce, se umístila na první příčce hitparády Billboard Hot 100. O jedenáct let později se píseň v podání Donnyho a Marie Osmondových vyšplhala na čtvrté místo téhož žebříčku (i jejich verze vyšla s upraveným názvem, tentokrát jako „I'm Leaving It (All) Up to You“). I toto duo po písni pojmenovalo svou LP desku. Další coververze vydali například zpěvačka Linda Ronstadt (Silk Purse, 1970), zpěvák Bobby Vinton (Sealed with a Kiss, 1972) a duo Jim Ed Brown a Helen Cornelius (I Don't Want to Have to Marry You, 1976).